# Американски колеж на педиатрите
Американският колеж на педиатрите (на английски: American College of Pediatricians), съкратено АКП (ACPeds), е консервативна организация на педиатри и други здравни работници в САЩ, със седалище в Гейнсвил, щата Флорида.
Основана е през 2002 г. като протест срещу позицията на Американската академия по педиатрия (ААП) в подкрепа на осиновяването от еднополови двойки. Към 2016 г. в АКП членуват около 500 души.

## Профил и позиции
В официалната си уебстраница Американският колеж по педиатрия изброява своите позиции по политики:
- подкрепа за телесните наказания на деца – АКП счита, че „когато са правилно употребявани, дисциплинарните шамари от родителите могат да бъдат ефективен компонент от цялостния дисциплинарен план на децата“;
- училищният тормоз – АКП счита, че „никое дете не бива да е обект на тормоз заради неговите или нейните уникални характеристики“, а „училищата трябва да окуражават среда, в която децата изразяват себе си като уважават другите“;
- против семейното съжителство без брак;
- обезкуражаване на осиновяването на деца от еднополови двойки;
- ограничаване на достъпа на деца до електронни медии, най-вече що се касае до съдържание, показващо насилие или действия със сексуален характер;
- против задължителната ваксинация срещу човешки папиломен вирус;
- против аборта и евтаназията;
- против промяната на телесния пол;
- подкрепа на ограничаването на сексуалното образование до популяризиране на въздържането от полова активност преди брака;
- против автономия на децата спрямо авторитета на родителите и религията.